# Saint-Girons-en-Béarn
Saint-Girons-en-Béarn è un comune francese di 159 abitanti situato nel dipartimento dei Pirenei Atlantici nella regione della Nuova Aquitania.
Il comune si è chiamato Saint-Girons, fino al 7 luglio 2006.

## Società

### Evoluzione demografica
Abitanti censiti